# The Texas Rangers (1951)
The Texas Rangers is een Amerikaanse western uit 1951 onder regie van Phil Karlson.

## Verhaal
De bandiet Sam Bass houdt de staat Texas in een houdgreep. De aanvoerder van de Texas Rangers heeft de boeven Johnny Carver en Buff Smith vrijgelaten op voorwaarde dat ze helpen om Bass te vangen. Carver wil zich liever wreken op de Sundance Kid, omdat hij ervoor heeft gezorgd dat hij achter tralies is beland. De verslaggeefster Helen Fenton schiet hem te hulp, want haar vader is vermoord door de Kid.

## Rolverdeling
| Acteur            | Personage          |
| ----------------- | ------------------ |
| George Montgomery | Johnny Carver      |
| Gale Storm        | Helen Fenton       |
| Jerome Courtland  | Danny Carver       |
| Noah Beery jr.    | Buff Smith         |
| William Bishop    | Sam Bass           |
| John Litel        | John B. Jones      |
| Douglas Kennedy   | Dave Rudabaugh     |
| John Dehner       | John Wesley Hardin |
| Ian MacDonald     | Sundance Kid       |
| John Doucette     | Butch Cassidy      |
| Jock Mahoney      | Duke Fisher        |